# 亞瑟小子 (電視動畫)
《亞瑟小子》（英語：Arthur）是一部加拿大和美國合製的寓教於樂電視動畫，面向4至8歲兒童。由凱西·沃（Kathy Waugh）為PBS開發，並由WGBH製作。動畫以虛構的美國城市埃爾伍德市（Elwood City）為背景，以8歲主角亞瑟·里德（一隻擬人化的土豚）的生活展開，講述他的朋友和家人，以及他們之間的日常互動。
動畫時常涉及重要家庭議題，包括哮喘、閱讀障礙、癌症、糖尿病和自闭症。還會以解釋人們有不同的個性和興趣來鼓勵閱讀和與家人和朋友的關係。
《亞瑟小子》是美國播出集數最長的兒童電視動畫，也是美國播出第二長的動畫，僅次於Fox的《辛普森家庭》。

## 評價
常識媒體給電視戲五星的評價。

## 外部連結
- 迪士尼頻道 亞瑟（页面存档备份，存于）
- PBS Kids官方網站 （页面存档备份，存于）
- WGBH Arthur Pressroom – News and Pictures, Series Fact Sheet
- 官方UK CBBC網站
- 互联网电影数据库（IMDb）上《亞瑟小子》的资料（英文）